# Sphaerites dimidiatus
Sphaerites dimidiatus är en skalbaggsart som beskrevs av Jurecek 1934. Sphaerites dimidiatus ingår i släktet Sphaerites och familjen savbaggar. Inga underarter finns listade i Catalogue of Life.